# Leford Green
Leford Green (Saint Mary, 14 novembre 1986) è un ostacolista e velocista giamaicano.

## Palmarès
| Anno | Manifestazione          | Sede           | Evento      | Risultato  | Prestazione | Note                                     |
| ---- | ----------------------- | -------------- | ----------- | ---------- | ----------- | ---------------------------------------- |
| 2004 | Mondiali U20            | Grosseto       | 4×400 m     | Batteria   | dnf         |                                          |
| 2006 | Giochi CAC              | Cali           | 400 m piani | Semifinale | 47"14       |                                          |
| 2006 | Giochi CAC              | Cali           | 4×100 m     | Bronzo     | 39"45       |                                          |
| 2006 | Giochi CAC              | Cali           | 4×400 m     | Oro        | 3'01"78     |                                          |
| 2007 | Giochi panamericani     | Rio de Janeiro | 400 m piani | Semifinale | 46"80       |                                          |
| 2007 | Giochi panamericani     | Rio de Janeiro | 4×400 m     | 6º         | 3'04"15     |                                          |
| 2007 | Mondiali                | Osaka          | 4×400 m     | 4º         | 3'00"76     |                                          |
| 2009 | Campionati CAC          | L'Avana        | 400 m piani | Batteria   | 47"11       |                                          |
| 2009 | Campionati CAC          | L'Avana        | 4×400 m     | Bronzo     | 3'04"09     |                                          |
| 2009 | Mondiali                | Berlino        | 4×400 m     | Batteria   | 3'04"45     |                                          |
| 2010 | Giochi CAC              | Mayagüez       | 400 m piani | Oro        | 48"47       |                                          |
| 2010 | Giochi CAC              | Mayagüez       | 4×400 m     | Oro        | 3'01"68     |                                          |
| 2011 | Campionati CAC          | Mayagüez       | 400 m piani | Oro        | 49"03       |                                          |
| 2011 | Campionati CAC          | Mayagüez       | 4×400 m     | Bronzo     | 3'02"00     |                                          |
| 2011 | Mondiali                | Taegu          | 400 m hs    | Semifinale | 49"29       |                                          |
| 2011 | Mondiali                | Taegu          | 4×400 m     | Bronzo     | 3'00"10     |                                          |
| 2012 | Giochi olimpici         | Londra         | 400 m hs    | 7º         | 49"12       |                                          |
| 2013 | Mondiali                | Mosca          | 400 m hs    | Semifinale | 48"88       | Miglior prestazione personale stagionale |
| 2014 | Giochi del Commonwealth | Glasgow        | 400 m hs    | Batteria   | dq          |                                          |
| 2015 | Giochi panamericani     | Toronto        | 400 m hs    | 6º         | 49"42       |                                          |
| 2015 | Mondiali                | Pechino        | 400 m hs    | Semifinale | 49"59       |                                          |